# Sundarnagar
Sundarnagar là một thành phố và là nơi đặt hội đồng đô thị (municipal council) của quận Mandi thuộc bang Himachal Pradesh, Ấn Độ.

## Địa lý
Sundarnagar có vị trí 31°32′B 76°53′Đ / 31,53°B 76,88°Đ Nó có độ cao trung bình là 861 mét (2824 feet).

## Nhân khẩu
Theo điều tra dân số năm 2001 của Ấn Độ, Sundarnagar có dân số 23.979 người. Phái nam chiếm 53% tổng số dân và phái nữ chiếm 47%. Sundarnagar có tỷ lệ 82% biết đọc biết viết, cao hơn tỷ lệ trung bình toàn quốc là 59,5%: tỷ lệ cho phái nam là 85%, và tỷ lệ cho phái nữ là 78%. Tại Sundarnagar, 10% dân số nhỏ hơn 6 tuổi.